# 古茂田耕吉
古茂田 耕吉（こもだ こうきち、1959年7月1日 - ）は、日本の録音技師。東京都目黒区出身。
第42回日本アカデミー賞、優秀録音賞受賞。

## 人物
東京都立深沢高等学校、日本工学院専門学校放送制作芸術科卒業。
1992年に『THE RECORD HUNTER』（WOWOW）で録音技師としてデビュー。かつてはK'S-MAYやアーツポート企画に所属していたが、現在はフリーランスの録音技師として活動する。近年では若手映画監督の作品に関わることが多い。
2017年に映画『カメラを止めるな!』の録音に携わったことで、2018年度の第42回日本アカデミー賞の優秀録音賞を受賞。同賞の授賞式に出席したときの心境について「自分の録音賞も、頭の隅にもなかった。うれしいより、驚きしかない」と語っている。
2000年以前より金髪に染め続けている髪色が特徴。ツイッターでのツイートがユニークで面白いと浅森咲希奈から言われている。
芸術一家の生まれであり、両親はともに洋画家として活動した。

## 主な作品
- カメラを止めるな!（2017年、録音）
- HE-LOW（2018年、録音）
- ザ・ショーゴマン（2021年、録音）
- レンタル×ファミリー（2022年、録音）

## 出演
- 白昼夢（2018年9月16日、フジテレビ）
- アナザーストーリーズ 運命の分岐点「“カメラを止めるな!”〜低予算×無名が生んだ奇跡〜」（2019年5月21日、NHK BSプレミアム）

## 家族・親族
- 祖父：古茂田文平 - 町会議員[10]
- 父：古茂田守介 - 洋画家[9]
- 母：古茂田美津子 - 洋画家
- 伯父（守介の兄）：古茂田公雄 - 洋画家
- 叔母（美津子の妹）：涌井武子（野邊武子） - バレエダンサー
- 姉：古茂田杏子 - 銅版画家[11]
- 従兄（公雄の長男）：古茂田不二 - 写真家[12]
- 姪（杏子の娘）：小山朝子 - 介護ジャーナリスト[13]